# Namibia
La Namibia, ufficialmente Repubblica della Namibia (ingl. Republic of Namibia, ted. Republik Namibia, af. Republiek van Namibië), è uno Stato dell'Africa meridionale, la cui capitale è Windhoek. Confina a nord con l'Angola e lo Zambia, a est con il Botswana e a sud con il Sudafrica; a ovest si affaccia sull'Oceano Atlantico.
Con una popolazione totale di circa 2 700 000 abitanti e un'estensione complessiva di 825 418 km², la Namibia si colloca al secondo posto (dopo la Mongolia) fra gli Stati sovrani al mondo con la minore densità di popolazione (3,3 abitanti/km²). Gran parte del territorio del paese è costituito dalle distese aride del deserto del Namib e del Kalahari. Il nome di Namibia, che deriva dal deserto del Namib, la vasta area che caratterizza gran parte del Paese, fu scelto come etimo neutrale per evitare diatribe tra le varie etnie.
È uno dei Paesi più giovani del continente africano, avendo ottenuto solo nel 1990 l'indipendenza dal Sudafrica, dal quale era amministrata. Dal 1884 al 1918 fu colonia dell'Impero tedesco con il nome di Deutsch-Südwestafrika. Successivamente dal 1918 al 1961 fece parte dell'Impero britannico all'interno dell'Unione Sudafricana per poi divenire, dal 1961 fino all'indipendenza, una provincia del Sudafrica.

## Storia
I primi abitanti della Namibia furono probabilmente i San (Boscimani), seguiti dai Nama e dai Damara. A partire dal XIV secolo giunsero nella regione diversi gruppi bantu, fra cui gli Herero e gli Ovambo.
Anche se il territorio venne scoperto dal portoghese Bartolomeo Diaz nel 1486, la regione corrispondente all'attuale Namibia cominciò a essere esplorata dagli europei soltanto negli anni quaranta del XIX secolo. Nel 1884 finì sotto l'influenza della Germania, che le diede uno status di colonia con il nome di Africa Tedesca del Sud-Ovest (Deutsch-Südwestafrika comunemente abbreviato in SWA).
Del territorio non faceva parte la Walvis Bay, caduta sotto il controllo britannico fin dal 1878, né le isole dei Pinguini, annesse alla Colonia del Capo già quattro anni prima. Per effetto del trattato di Helgoland-Zanzibar, sottoscritto il 1º luglio 1890 tra l'Impero tedesco e l'Impero britannico, il gen. Leo von Caprivi, successore di Otto von Bismarck come cancelliere tedesco (1890-1894), ottenne per la colonia tedesca dell'Africa del Sud-Ovest (Deutsch-Südwestafrika) una striscia di territorio di 450 km di lunghezza e 30 km di larghezza per l’accesso al fiume Zambesi e quindi al lago Vittoria, già appartenente alla colonia britannica del Bechuanaland oggi Botswana. La striscia da allora è denominata "Dito di Caprivi", in lingua inglese "Caprivi Strip" o, in lingua tedesca, "Caprivi Zipfel".
L'arrivo dei primi coloni tedeschi, negli ultimi anni dell'Ottocento e nei primi del Novecento, provocò una violenta reazione da parte di alcune etnie autoctone che si vedevano spogliate di molte delle proprie terre più fertili. In alcune zone del paese scoppiò una vera e propria guerriglia (1904-1908) da parte di un popolo di pastori, gli Herero, che, per ordine di Heinrich Goering, primo Reichskommissar e padre di Hermann, fu repressa nel sangue dalle autorità tedesche. Vennero costruiti per i prigionieri dei Konzentrationslager, "campi di concentramento"; dagli originari 80 000, gli Herero vennero ridotti a 15 000 nel 1911.
Nel 1966 l'organizzazione SWAPO (South-West African People's Organization), di ispirazione marxista, cominciò una guerriglia indipendentista contro le forze sudafricane, nota come guerra di indipendenza della Namibia. Il Sudafrica cedette però solo nel 1988, accettando un piano di pace delle Nazioni Unite che portò alla piena indipendenza del paese nel 1990. Walvis Bay inizialmente rimase sotto il controllo sudafricano come enclave, per essere ceduta alla Namibia, insieme con le isole dei Pinguini, nel 1994, mentre il Dito di Caprivi è stato al centro di una disputa con il confinante Botswana.
Il fondatore della Namibia indipendente è Sam Nujoma, da sempre capo della SWAPO; ha governato dal 1990 al 2005, per essere poi sostituito da Hifikepunye Pohamba.

## Geografia

### Morfologia

Strada tra le colline della Namibia

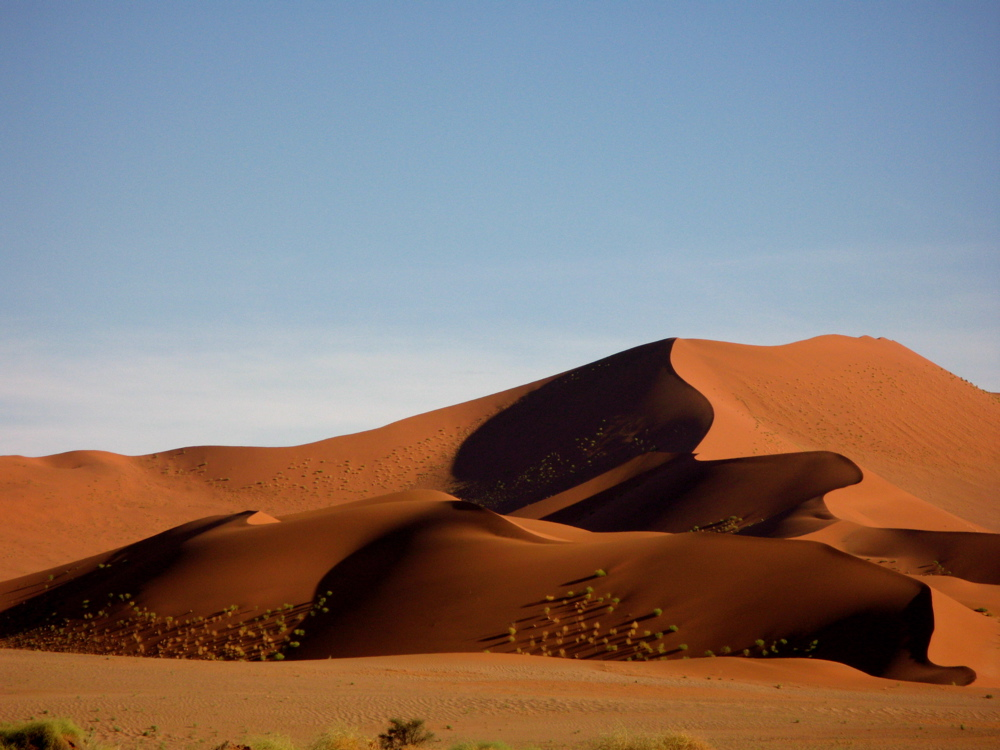
Duna a Sossusvlei, deserto del Namib

La geografia della Namibia è caratterizzata da una serie di altipiani, il punto più alto dei quali è il Brandberg (2 606 metri). L'altopiano centrale attraversa il paese lungo l'asse nord-sud, ed è circondato a ovest dal deserto del Namib e dalle pianure che giungono fino alla costa, a sud dal fiume Orange, a sud e a est dal deserto del Kalahari.

### Idrografia

Saline di Walvis Bay

L'aridità del territorio fa sì che buona parte dei fiumi siano a carattere torrentizio. I fiumi di maggiore entità si trovano solo lungo i confini: da nord a sud, i principali sono il Kunene, l'Okavango, lo Zambesi e l'Orange.

### Clima
Il clima della Namibia va dal clima desertico a quello subtropicale, ed è generalmente caldo e asciutto, con precipitazioni scarse e variabili. La Namibia definisce sé stessa come un paese arido. L'aridità del clima deriva dalla fredda corrente del Benguela che causa la condensazione del vapore acqueo sull'oceano Atlantico, lasciando quindi arrivare sulla costa aria secca.
Fra le città più importanti, oltre alla capitale Windhoek (situata nel centro del paese) si possono ricordare i porti di Walvis Bay e Swakopmund, e le città di Oshakati, Grootfontein, Tsumeb e Keetmanshoop.
Nel 2019, alcune parti della Namibia hanno affrontato una delle peggiori siccità degli ultimi sessanta-novanta anni, con piogge molto scarse e con la maggior parte del bestiame morto. Le autorità dichiarano lo stato di calamità naturale a maggio e chiedono aiuti internazionali: "I mezzi di sussistenza della maggior parte dei namibiani sono a rischio, soprattutto quelli che dipendono dalle attività agricole", lamenta il primo ministro Saara Kuugongelwa-Amadhila.

## Popolazione

### Demografia

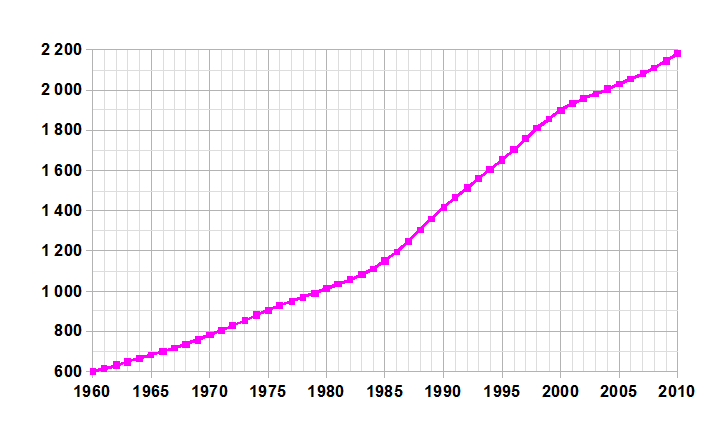
Andamento della popolazione della Namibia dal 1960 al 2010

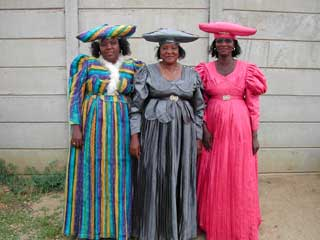
Un gruppo di donne Herero a Windhoek

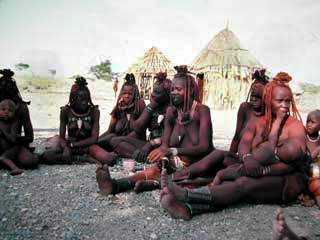
Un gruppo di donne Himba vicino a Opuwo

La Namibia è uno dei tre Stati sovrani del mondo meno densamente popolati, con una media di circa 3,3 abitanti per km²; ha invece un tasso di crescita demografica relativamente elevato.

### Lingue
L'inglese è la lingua ufficiale del paese ma è madrelingua solo per i bianchi, che sono il 6% della popolazione; il tedesco, l'afrikaans e l'oshiwambo sono invece "lingue regionali riconosciute". L'87,5% della popolazione è nero e appartenente ai ceppi linguistici bantu e khoisan. Metà degli abitanti della Namibia parla l'oshiwambo come madrelingua, ma l'afrikaans è comunque la lingua più compresa. Le lingue indigene vengono insegnate nella scuola primaria. Sia l'afrikaans sia l'inglese sono parlati principalmente come seconda lingua e utilizzati soprattutto a livello pubblico e istituzionale. Il tedesco è parlato specialmente nel Sud del paese. La prossimità geografica alla lusofona Angola ha determinato l'immigrazione di numerose persone parlanti portoghese. Nel 2011 i lusofoni in Namibia erano stimati intorno a 100 000, il 4-5% della popolazione totale.
Il 6% della popolazione è bianco (115 647 ab.) e il 6,5% è meticcio (125 285 ab.).
Ecco i dati linguistici per i bianchi (stime):
| Lingua madre | Quota     | Parlanti |
| ------------ | --------- | -------- |
| afrikaans    | circa 60% | 70 545   |
| tedesco      | 32%       | 36 000   |
| inglese      | 7%        | 8 095    |
| portoghese   | circa 1%  | 1 500    |

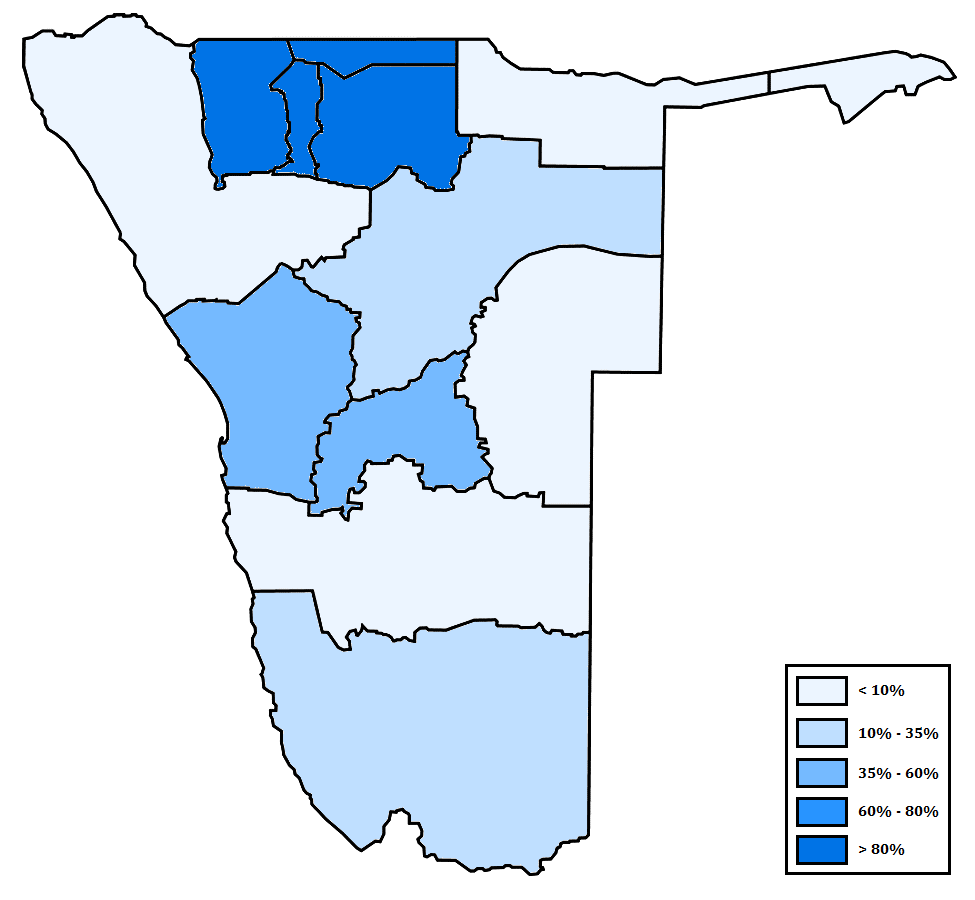
Distribuzione delle lingue oshiwambo
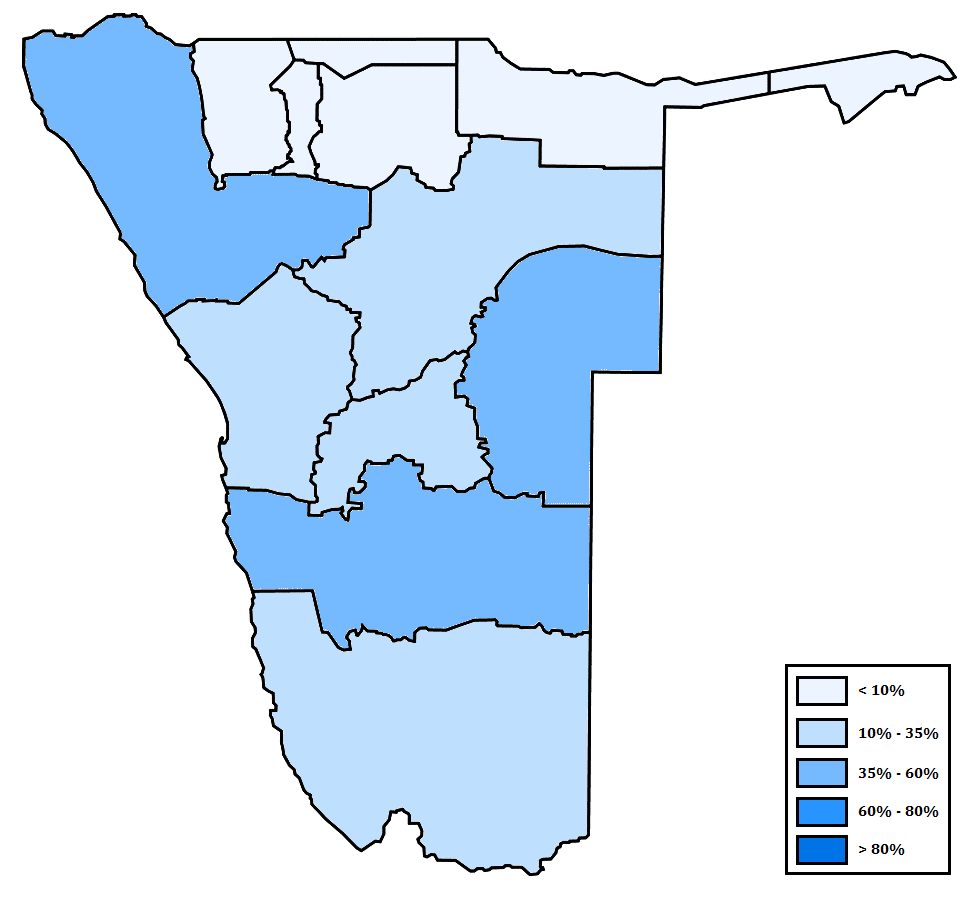
Distribuzione del khoekhoe
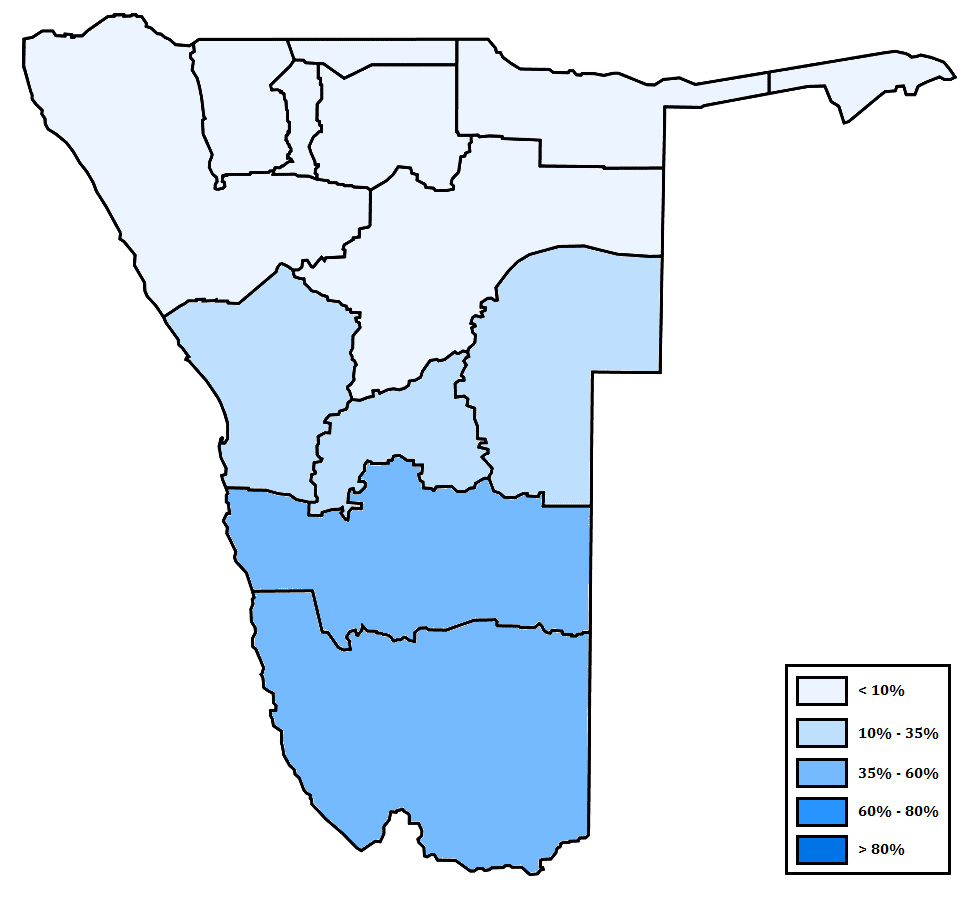
Distribuzione dell'afrikaans
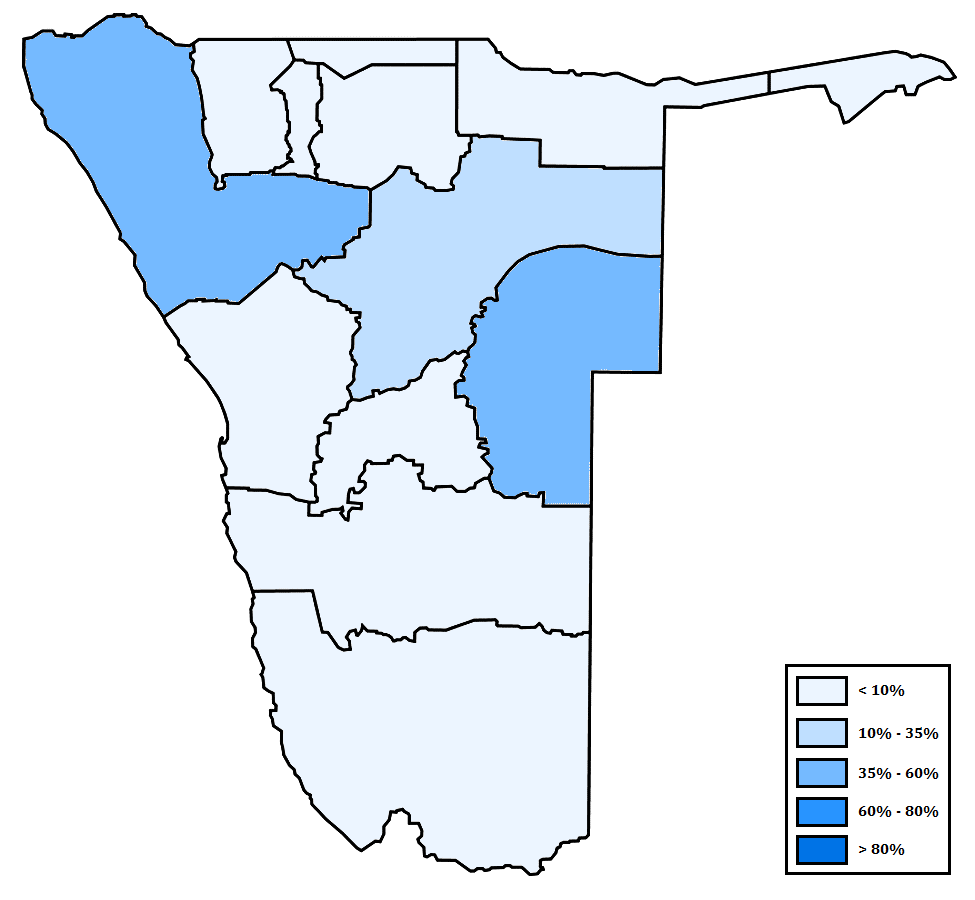
Distribuzione dell'otjiherero
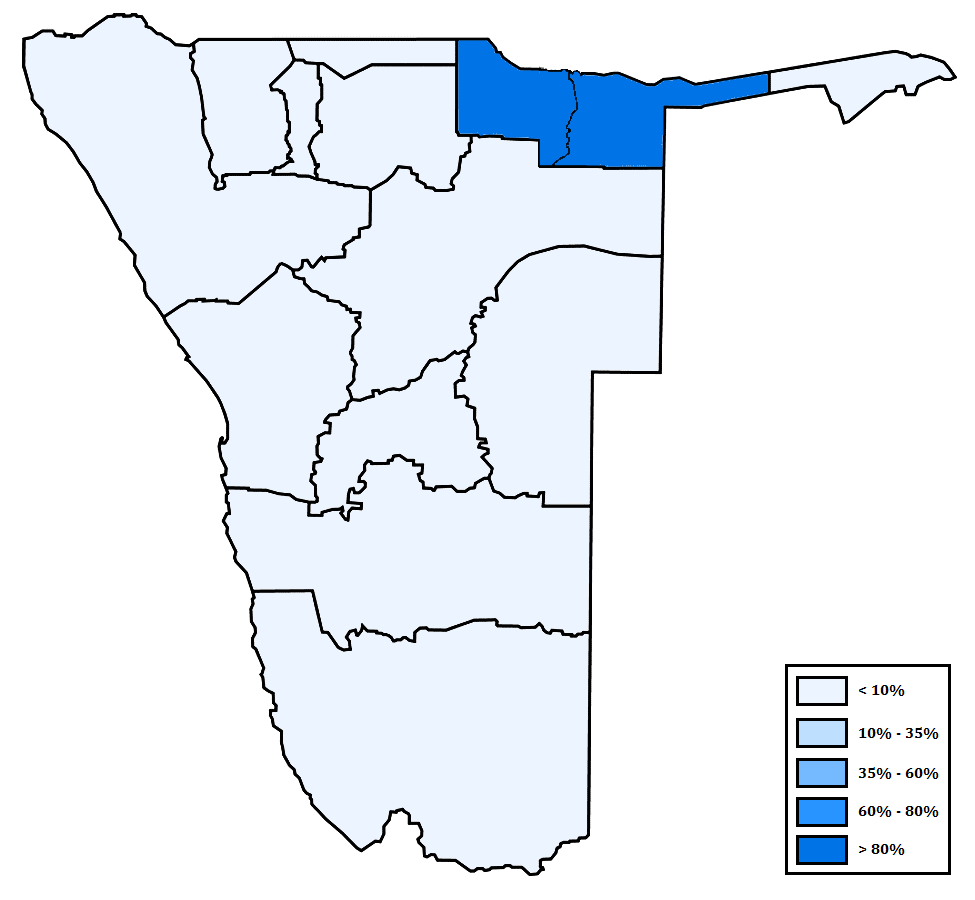
Distribuzione delle lingue kavango
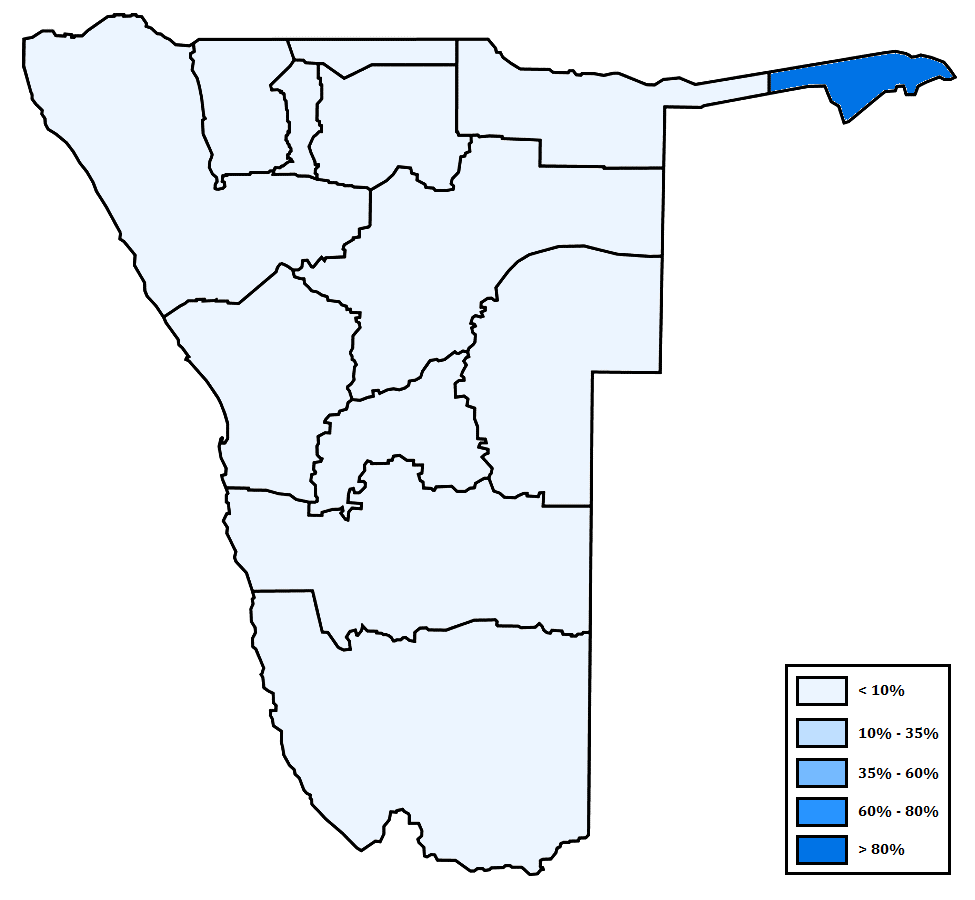
Distribuzione delle lingue del Dito di Caprivi

### Etnie

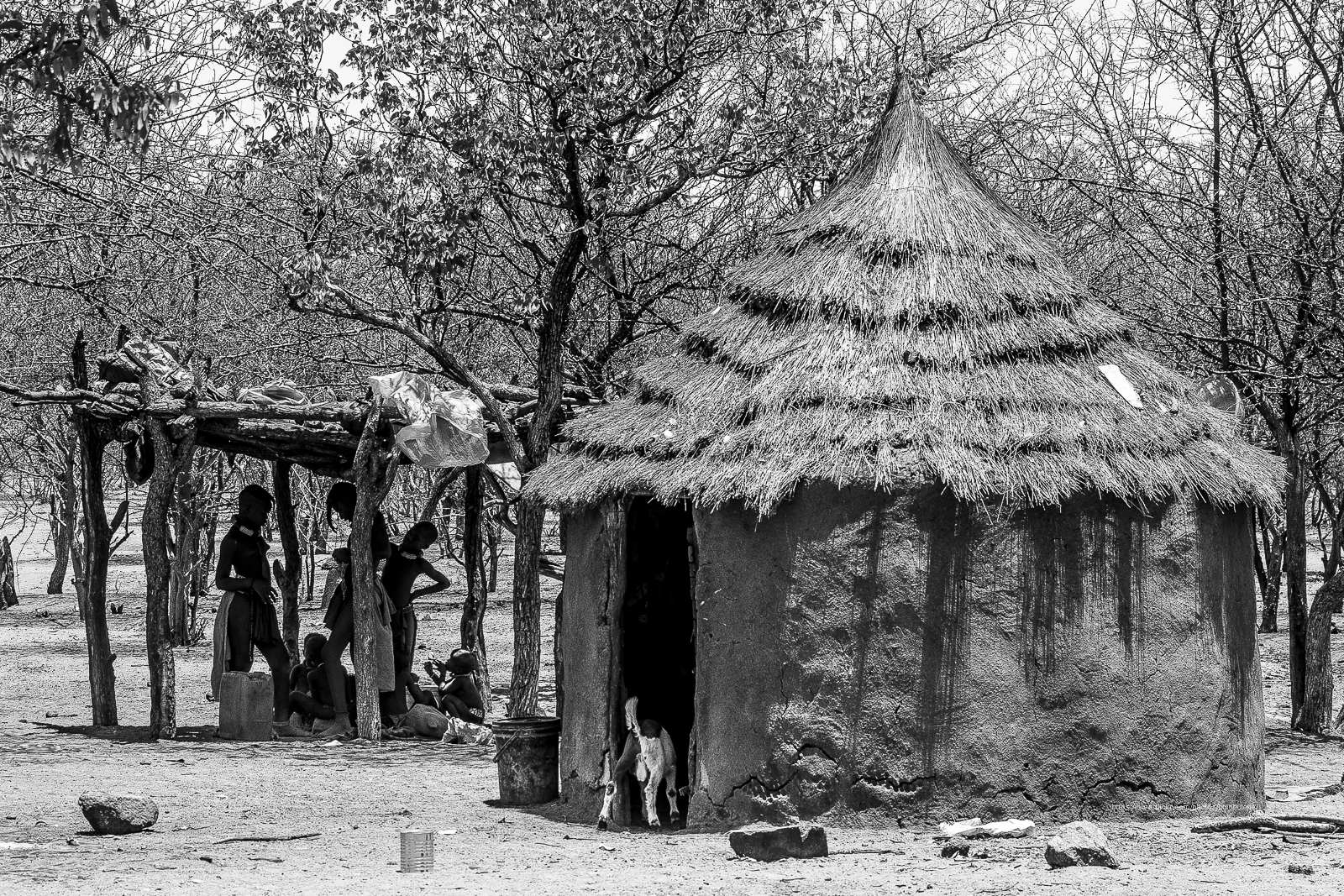
Otjikandero Himba Orphanage Village

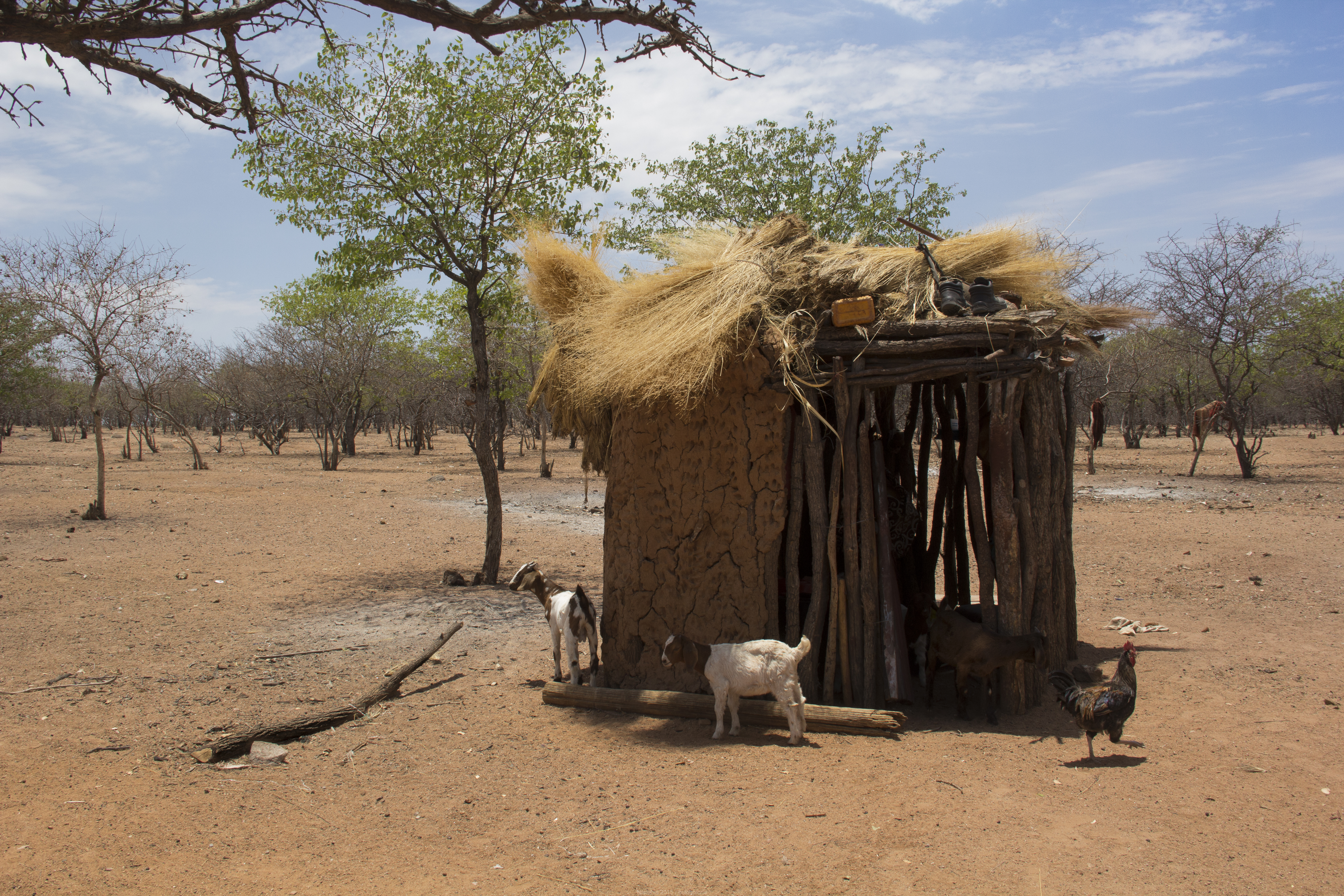
Otjikandero Himba Orphanage Village

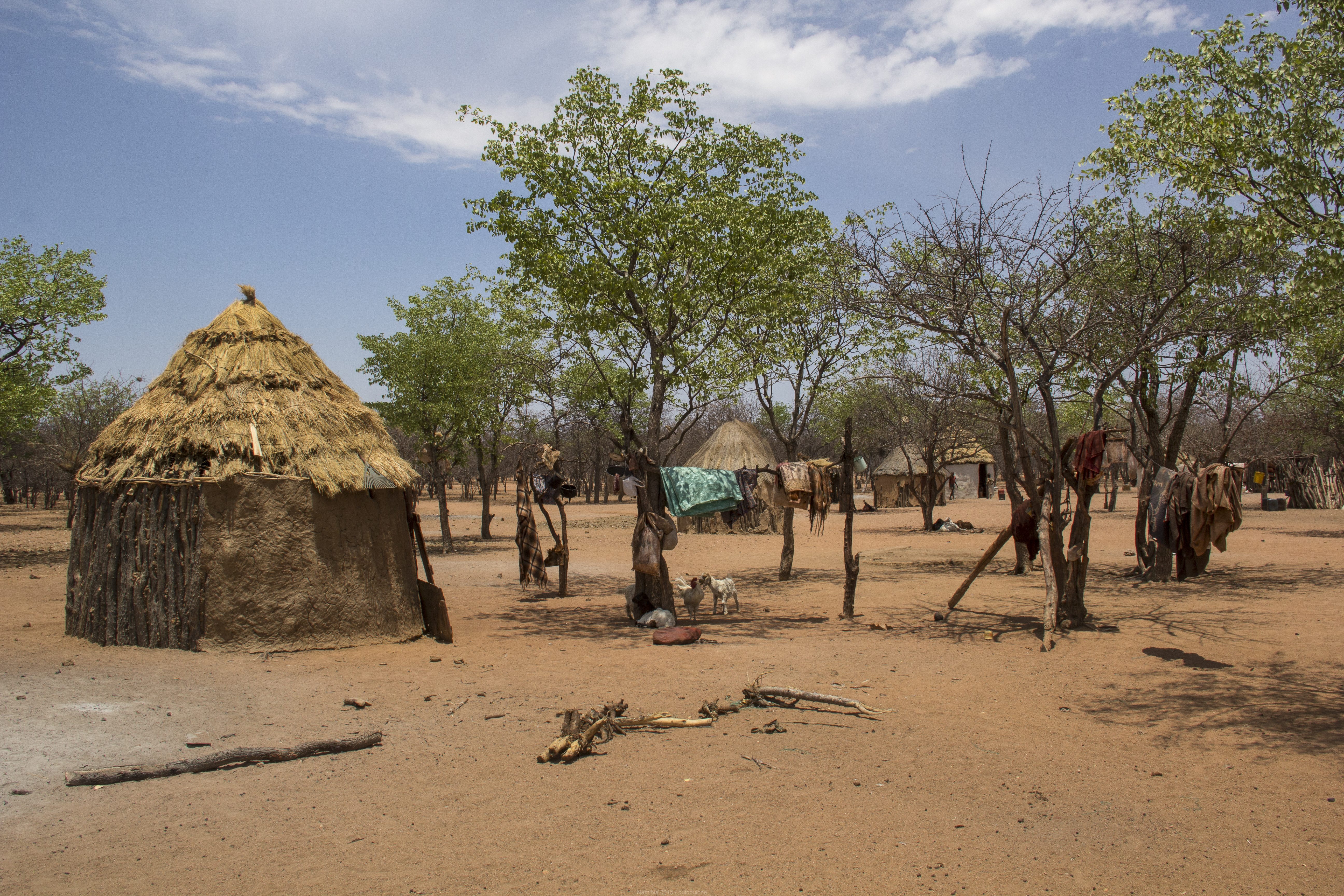
Otjikandero Himba Orphanage Village

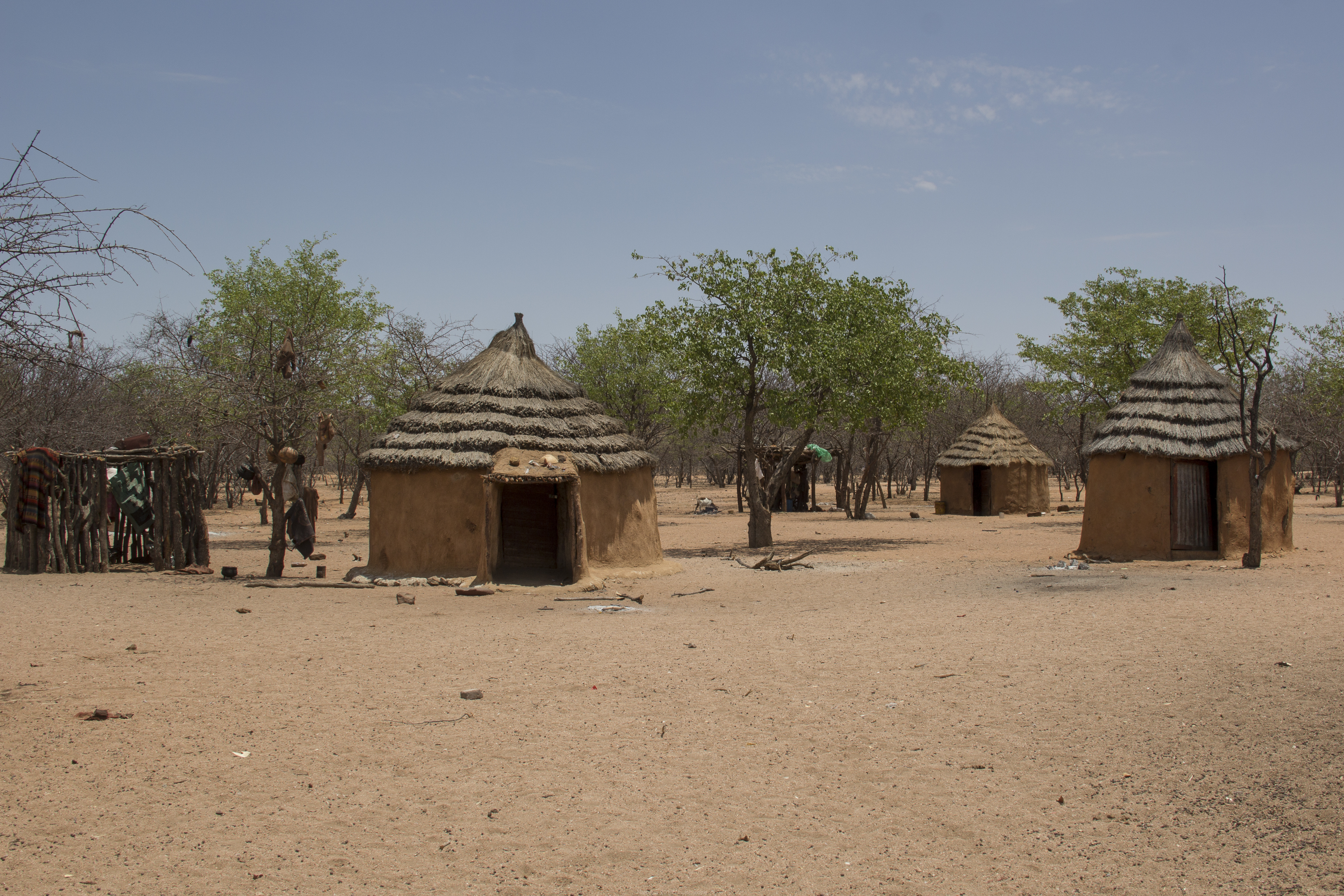
Otjikandero Himba Orphanage Village

Otjikandero Himba Orphanage Village

L'82% della popolazione appartiene a etnie del gruppo bantu, suddivisa in almeno undici etnie, tra cui predomina largamente l'etnia Ovambo (circa metà della popolazione, concentrata nel Nord del Paese). Altre etnie nere sono quelle del gruppo khoisan (San e Nama). La quota di bianchi è intorno all'8%, la più elevata dell'Africa subsahariana dopo quella del Sudafrica; si tratta soprattutto di tre gruppi principali: boeri, anglosassoni e tedeschi. Esistono anche minoranze olandesi, francesi e portoghesi. Vi sono infine due gruppi di origine mista, chiamati coloured e baster, che contribuiscono alla popolazione totale per un altro 8%. I bianchi e i gruppi di etnia mista parlano quasi tutti l'afrikaans e sono culturalmente simili ai gruppi corrispondenti sudafricani. Una minoranza di bianchi ha invece mantenuto la cultura e la lingua originale dei coloni tedeschi. Diversamente dal Sudafrica, non vi è insediata una popolazione significativa di origine asiatica.
| Etnia     | Quota |
| --------- | ----- |
| Ovambo    | 49,8% |
| Kavango   | 9,3%  |
| Herero    | 7,5%  |
| Damara    | 7,5%  |
| Bianchi   | 6,4%  |
| Nama      | 4,8%  |
| Coloured  | 4,1%  |
| Caprivi   | 3,7%  |
| Boscimani | 2,9%  |
| Baster    | 2,5%  |
| Tswana    | 0,6%  |
| Himba     | 0,4%  |

### Costumi e tradizioni
Il complesso amalgama di etnie e culture della Namibia è evidente già nella toponomastica, che include tra l'altro nomi tedeschi, afrikaans e ovambo. Le comunità di discendenza tedesca hanno conservato molto delle tradizioni e della cultura della loro terra di origine; in cittadine come Lüderitz e Swakopmund, in cui anche l'architettura coloniale ricorda quella dei borghi della Germania di inizio XX secolo, si tengono sagre popolari e feste di antica tradizione, come la Festa del Kaiser. I boeri sono invece legati a una tradizione propria, sviluppatasi soprattutto nel periodo pionieristico del Grande Trek e della colonizzazione del Sudafrica.

### Religioni
La maggior parte della popolazione è di religione cristiana, soprattutto di confessione luterana, c'è una piccola minoranza di musulmani, concentrati soprattutto a Windhoek.

## Ordinamento dello Stato

### Suddivisione amministrativa

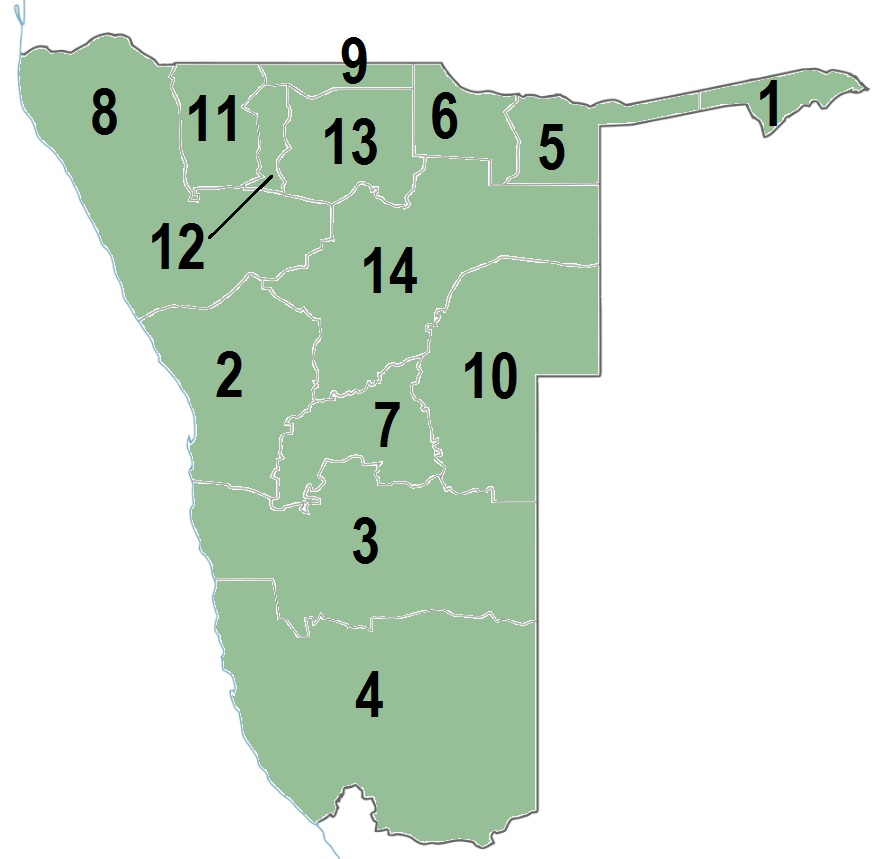
Regioni della Namibia

La Namibia è divisa in quattordici regioni:
1. Zambesi
2. Erongo
3. Hardap
4. ǁKaras
5. Kavango Orientale
6. Kavango Occidentale
7. Khomas
8. Kunene
9. Ohangwena
10. Omaheke
11. Omusati
12. Oshana
13. Oshikoto
14. Otjozondjupa

### Città principali
- Windhoek (capitale)
- Lüderitz
- Swakopmund (già seconda capitale durante il dominio sudafricano)
- Walvis Bay
- Mariental
- Keetmanshoop
- Karasburg
- Otjiwarongo
- Ondangwa
- Tsumeb

## Politica
Il Presidente è eletto con voto popolare ogni cinque anni.
Il Primo ministro è nominato insieme con il suo gabinetto dal Presidente.
Il parlamento è composto da due camere: il National Council ("Consiglio Nazionale"), formato da 26 membri (due per ciascun consiglio regionale) che durano in carica sei anni; e la National Assembly ("Assemblea Nazionale"), composta da 78 membri con mandato quinquennale, dei quali 72 eletti con voto popolare e altri 6 (non votanti) nominati dal Presidente. La National Assembly rappresenta il vero organo legislativo, mentre il National Council ha una funzione consultiva. Per l'elezione della National Assembly sono contemplati 107 distretti elettorali.
Il principale organo giudiziario è la Corte Suprema, i cui giudici sono nominati dal Presidente su proposta della Judicial Service Commission.
La SWAPO, che rappresentò il movimento principale durante il processo di indipendenza, e che ha completamente abbandonato le sue posizioni originali marxiste, è il primo partito del paese. Originariamente espressione specifica degli ovambo, dagli anni ottanta ha perso questa connotazione accogliendo tra le sue file esponenti di tutte le etnie del paese, inclusi bianchi dei vari gruppi, specialmente di origine tedesca. Un bianco di origine tedesca che ha ricoperto un ruolo importante nel partito è stato Anton Lubowski, collaboratore del presidente Nujoma ai tempi dell'indipendenza.
Il secondo partito politico del paese è l'Alleanza Democratica di Turnhalle (DTA), fondato negli anni settanta come federazione di diversi partiti, inclusi partiti a carattere etnico come la Christian Democrat Union (CDU), a prevalenza coloured, e il Partito Repubblicano (RP) degli afrikaaner.

## Istruzione

### Università
L'Università della Namibia è stata istituita nel 1992.

## Economia
L'economia namibiana è fortemente legata (e per alcuni aspetti simile) a quella del Sudafrica. La principale attività economica è l'estrazione di minerali, che contribuisce per circa il 20% del PIL nazionale. La Namibia è il quarto più importante esportatore africano di minerali non combustibili, e il quinto produttore di uranio nel mondo. Una parte importante dell'estrazione mineraria riguarda, come nel vicino Sudafrica, i diamanti; altre produzioni importanti sono quelle di piombo, ferro, zinco, argento e tungsteno.
Nonostante la sua importanza per l'economia nazionale il settore minerario dà lavoro solo al 3% della popolazione. Oltre la metà dei namibiani si dedicano all'agricoltura e all'allevamento di sussistenza; si coltivano principalmente mais e miglio e si allevano soprattutto capre e pecore. La produzione agricola comunque non copre il fabbisogno nazionale, che dipende al 50% dalle importazioni; si esporta invece la lana.
Sebbene il reddito pro-capite sia in Namibia cinque volte quello dei paesi più poveri dell'Africa, la maggioranza della popolazione vive in povertà a causa della forte disoccupazione, della grande disuguaglianza nella distribuzione della ricchezza, e della grande quantità di capitali che vengono investiti all'estero.
La caduta dei prezzi delle materie prime e una persistente siccità hanno causato un calo del prodotto interno lordo (PIL) del paese nel 2017 e nel 2018 e un aumento della disoccupazione.

## Infrastrutture e trasporti

Strada per il Parco Nazionale di Etosha
Area di ristoro per automobilisti e camionisti sulla strada per Swakopmund
Indicazioni stradali per la Duna numero 7 sulla strada dentro il Namib-Naukluft National Park
Strada per le saline di Walvis Bay
Strada per la città di Swakopmund
Strada per il Namib Sand Sea (patrimonio UNESCO)
Strada per la città di Khorixas

## Ambiente naturale
La flora e la fauna della Namibia sono ampiamente diversificate in funzione delle diverse zone climatiche che attraversano il Paese.

### Flora

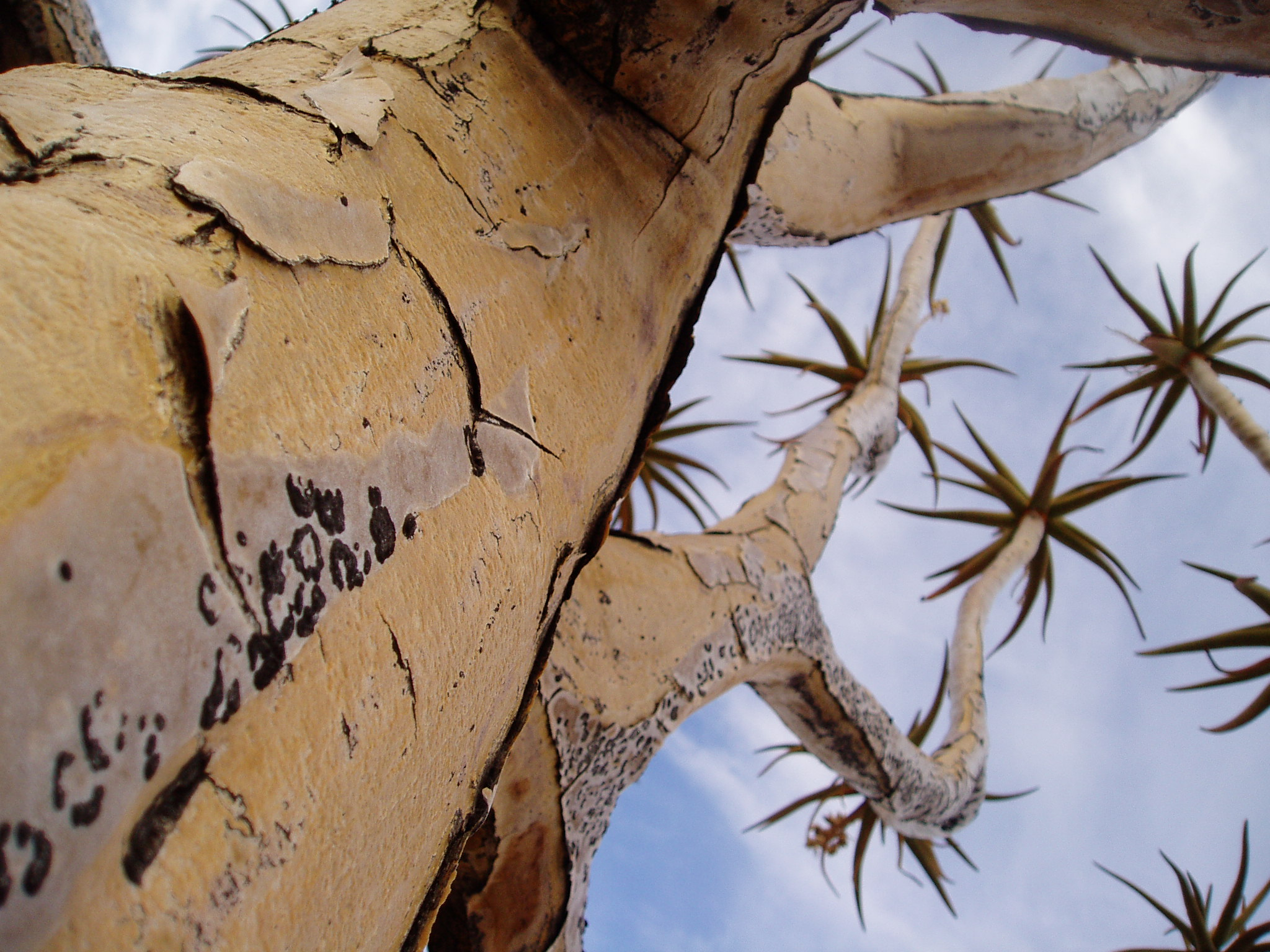
Albero faretra, Quiver Tree Forest, presso Keetmanshoop

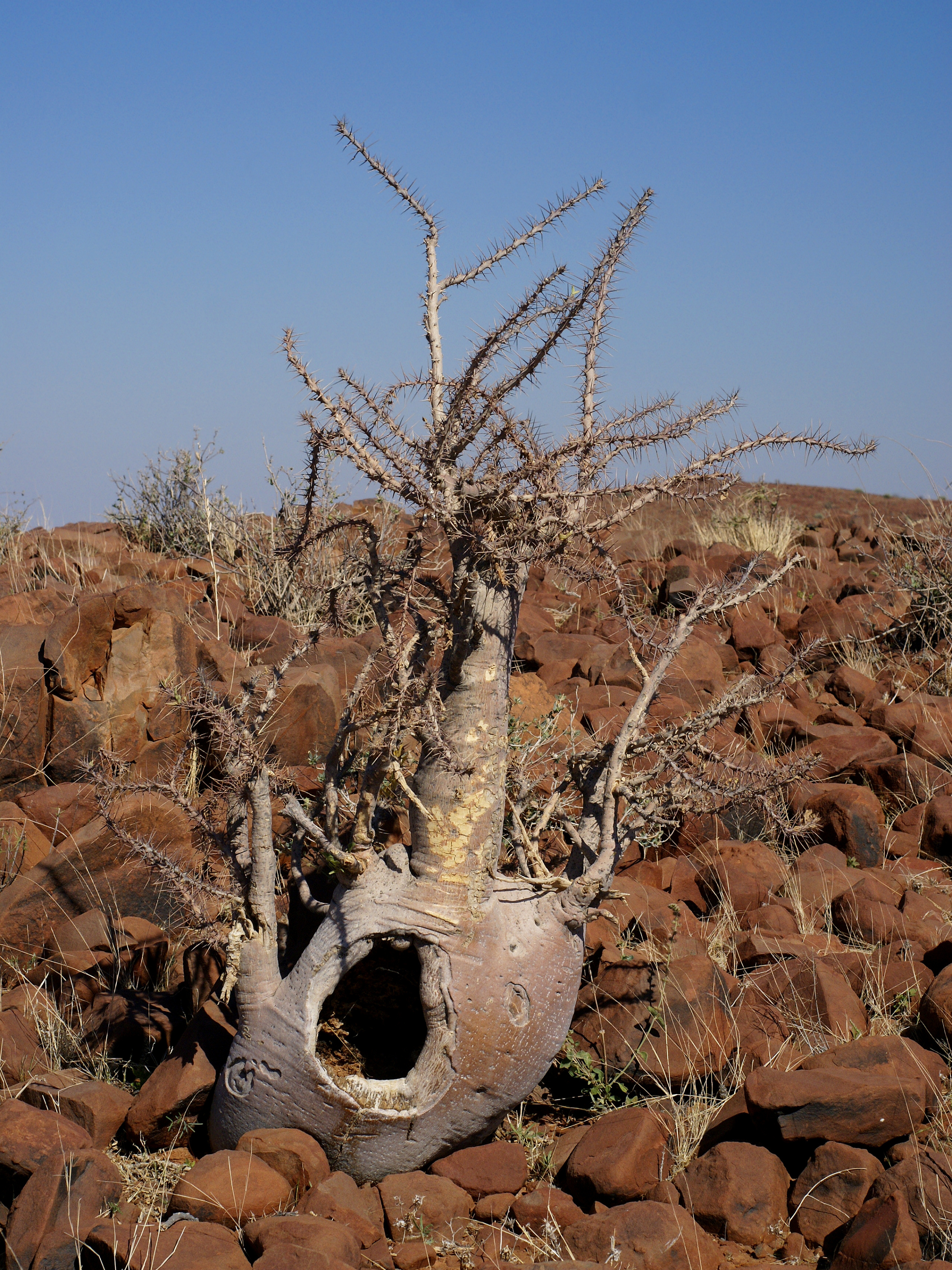
Pachypodium: la pianta "piede di elefante"

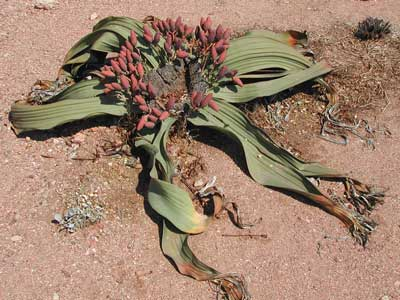
Welwitschia femmina

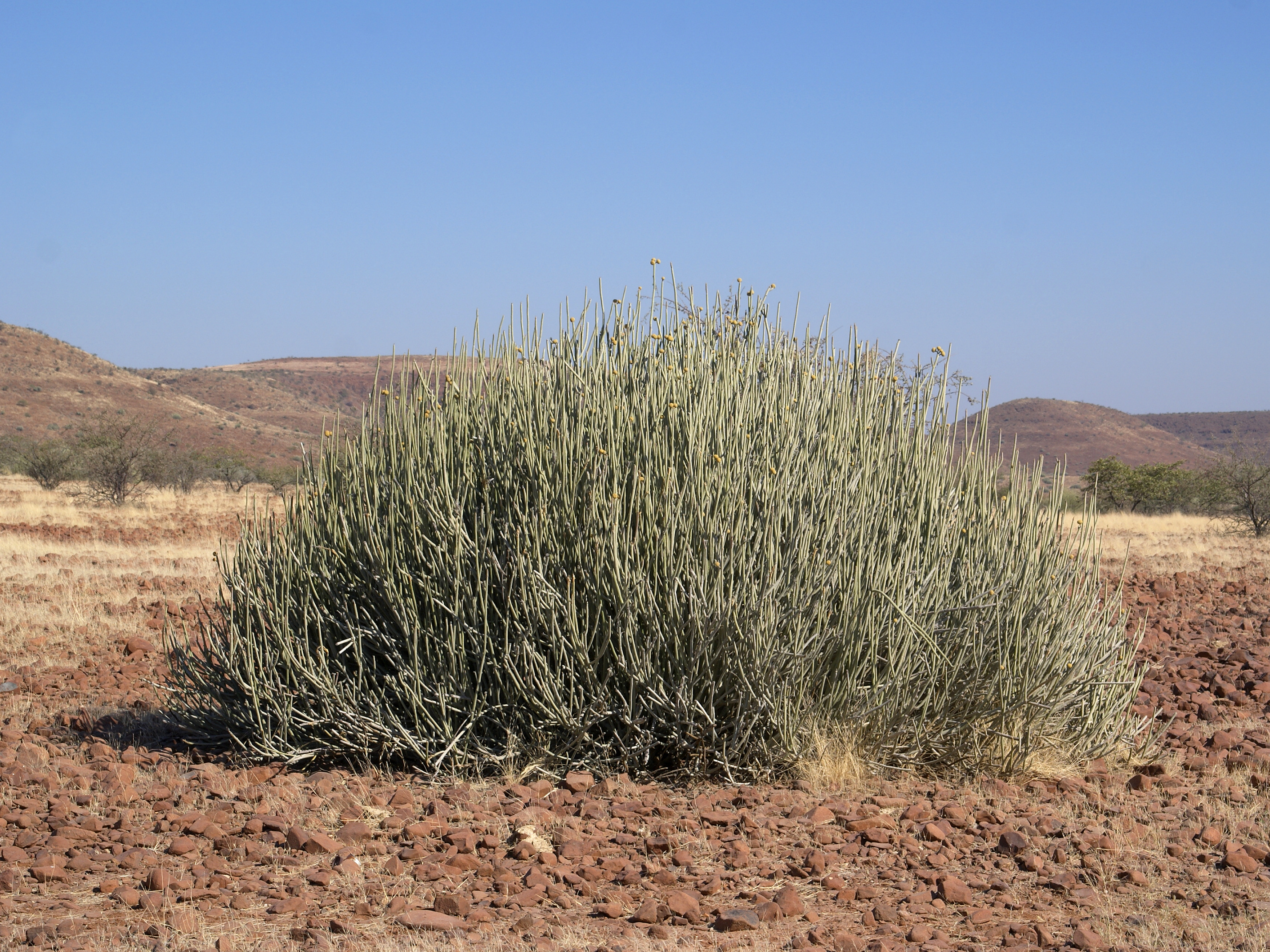
Euphorbia damarana

Fra le piante più insolite va segnalata la Welwitschia mirabilis, endemica del deserto dell'Angola, considerata una delle piante più antiche e longeve esistenti (alcuni esemplari hanno più di 2 000 anni); la si trova in abbondanza in alcune zone del deserto del Namib.
Fra le oltre 100 specie di alberi della Namibia si possono citare l'Acacia erioloba, la Faidherbia albida, il mopane, la Terminalia, la marula, il fico gigante e il baobab africano. Albero nazionale è l'Aloidendron dichotomum, detto kokerboom ("albero faretra") perché i San svuotano i rami della pianta per farne contenitori per le loro frecce. Con i loro rami spogli, che terminano in foglie strette e appuntite, queste piante danno luogo ad alcuni paesaggi molto insoliti (come quello della Quiver Tree Forest, nel Sud del paese). Numerose sono le piante grasse dette "rocce fiorite". Si trova in Namibia anche una specie di "piede d'elefante" (Pachypodium). La zona dell'Okavango ospita graminacee da palude, papiro e ninfee. Non mancano zone coperte da savana (in particolare nel Parco nazionale d'Etosha). Endemica del Namib è anche l'Acanthosicyos horrida, una pianta dotata di lunghe spine che produce frutti simili a piccoli meloni, importante nutrimento per gli animali del deserto (per esempio gli struzzi) ma commestibile anche per l'uomo. Endemico delle stesse zone è l'arbusto Zygophyllum stapffii, detto "pianta dei talleri" perché le foglie hanno l'aspetto di monete d'oro. Molto diffusa è infine l'Euphorbia damarana, pianta arbustiva dalla linfa estremamente tossica, che veniva usata dai boscimani per avvelenare le loro frecce.
La fredda corrente del Benguela porta in superficie grandi quantità di nutrienti che supportano elevate quantità di fitoplancton e grandi foreste di kelp.

### Fauna
La fauna originaria della Namibia ha molto sofferto le battute di caccia grossa organizzate dagli europei fra la fine del XIX secolo e l'inizio di quello successivo. Gran parte della fauna dell'Africa subsahariana è comunque ancora rappresentata, e nel Namib si registrano numerose specie endemiche.

#### Mammiferi

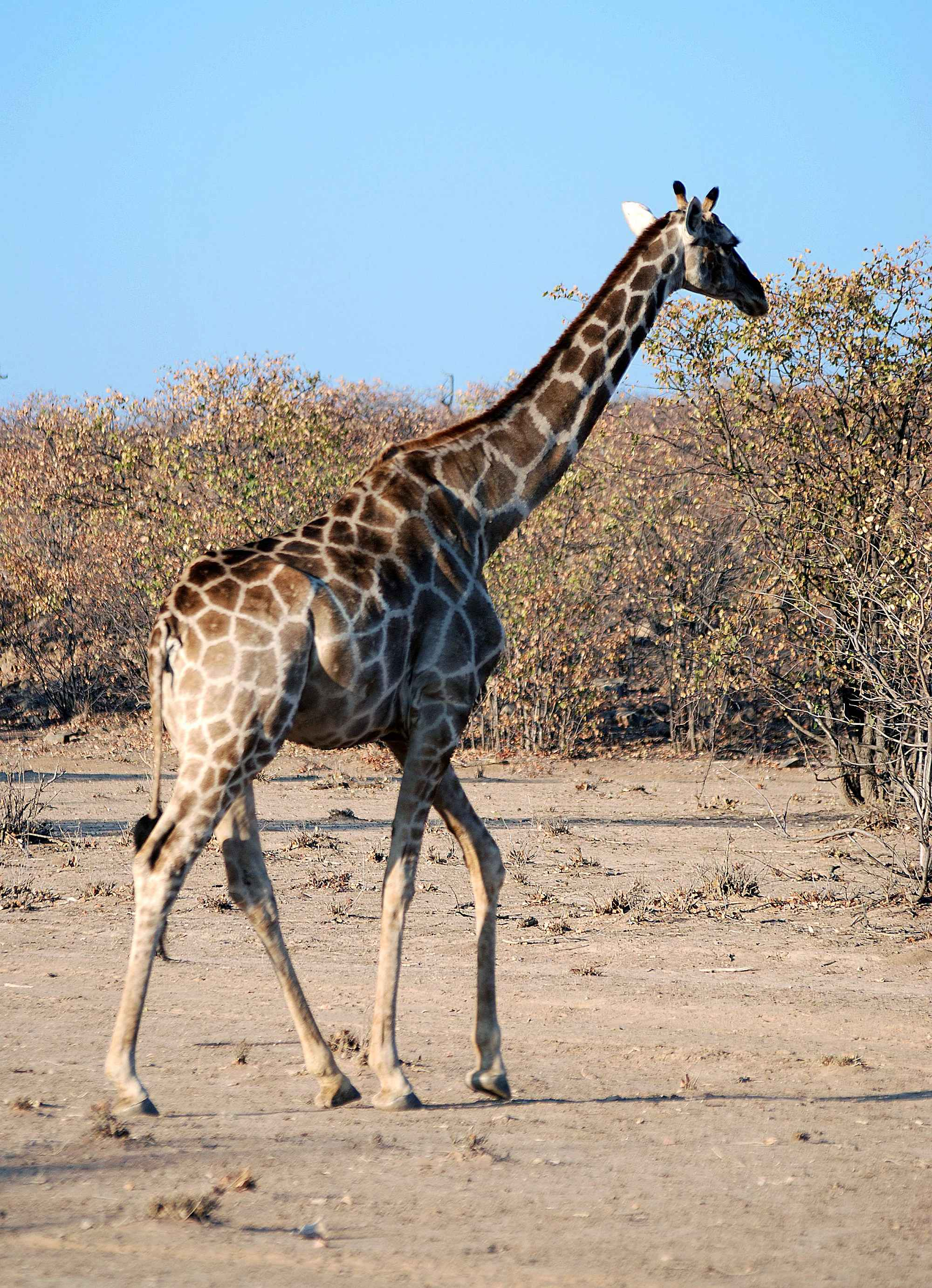
Giraffa fumosa, riserva di Hobatere, ai confini del Parco nazionale d'Etosha

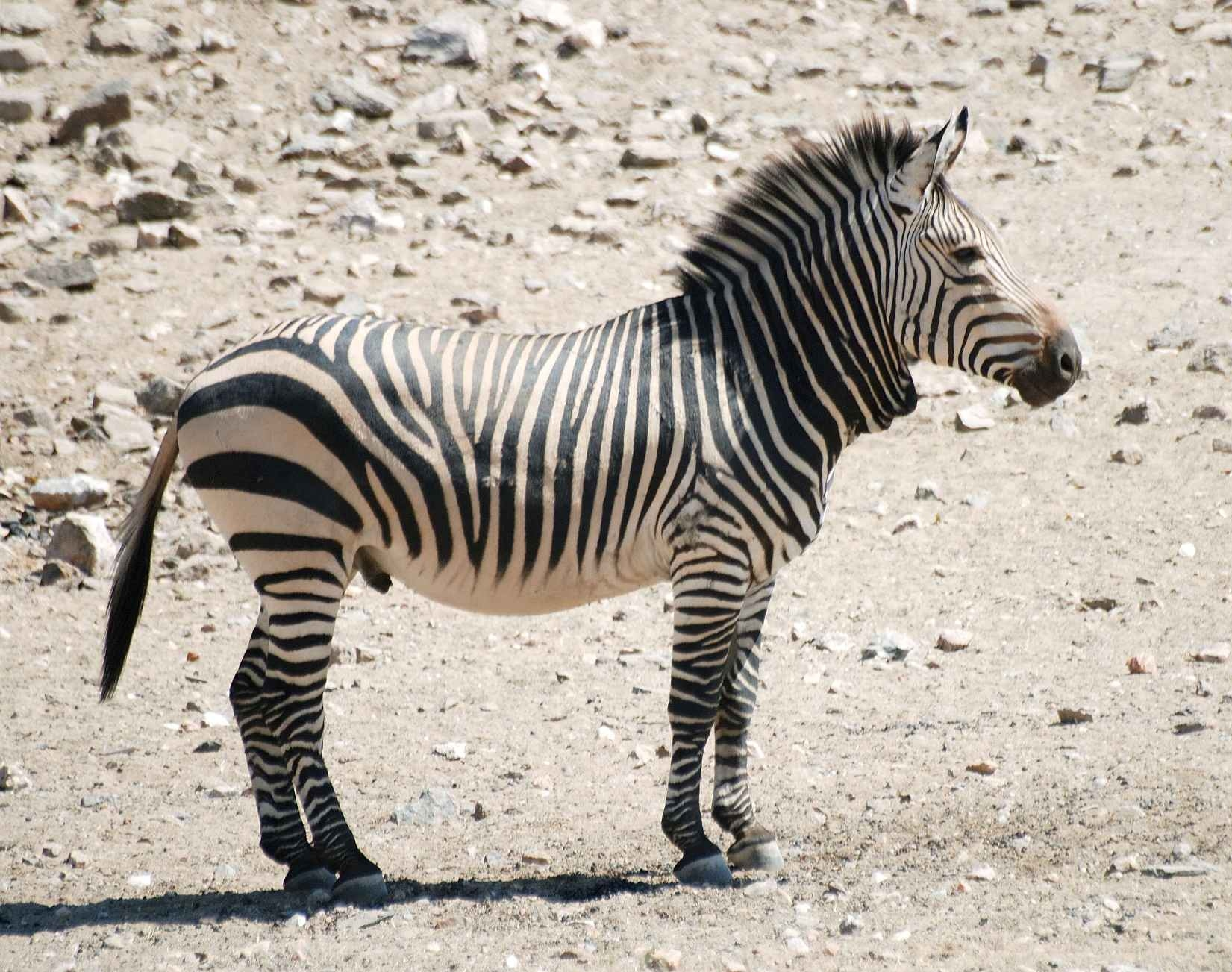
Zebra di montagna di Hartmann, riserva di Hobatere

I grandi felini africani ci sono tutti; in particolare il ghepardo è ancora molto diffuso soprattutto nella zona dell'altopiano Waterberg, nonostante l'espansione delle fattorie. Numerosi sono anche i carnivori di piccola taglia, come i gatti selvatici, le genette, i suricati, gli otocioni, gli sciacalli e le mellivore. Antilopi e gazzelle sono numerosi anche al di fuori delle aree naturali protette; fra le più diffuse si possono citare l'orice gemsbock, lo springbok, il kudu maggiore e l'impala. Altri erbivori includono giraffe, zebre, facoceri ed elefanti. Dopo una scomparsa quasi totale, i rinoceronti bianchi sono stati reintrodotti nel Parco nazionale d'Etosha con ottimi risultati, tanto che oggi l'Etosha è qualificato come donor, ovvero cede rinoceronti ad altre riserve. Nel Damaraland si trovano anche alcuni rinoceronti neri. In Namibia vive anche l'oritteropo. Lungo le coste, grazie ai nutrienti portati in superficie dalla fredda corrente del Benguela, c'è un ricco ecosistema che riesce a sostentare molti mammiferi marini, fra i quali diverse specie di delfini. Da Walvis Bay procedendo verso nord si incontrano molte colonie di otarie, la più grande delle quali si trova a Cape Cross.
Fra le specie o sottospecie endemiche o quasi endemiche si possono citare la zebra di montagna di Hartmann, la giraffa dell'Angola, l'impala dal muso nero, la iena bruna e i rinoceronti del deserto. I famosi elefanti del deserto non costituiscono una sottospecie indipendente rispetto all'elefante africano, ma hanno una conformazione fisica tipica, adattata all'ambiente del Namib.

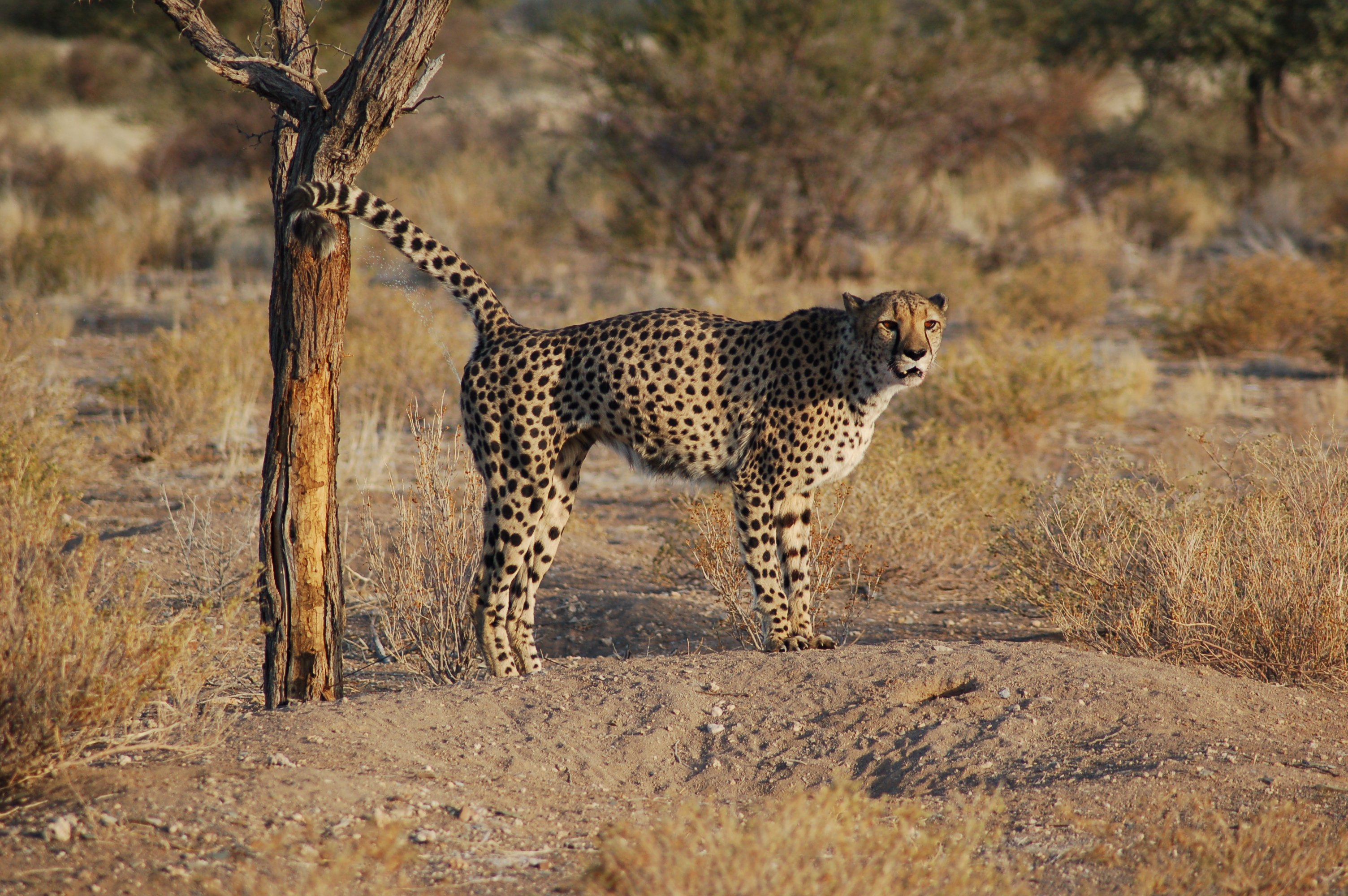
Ghepardo nella Namibia meridionale

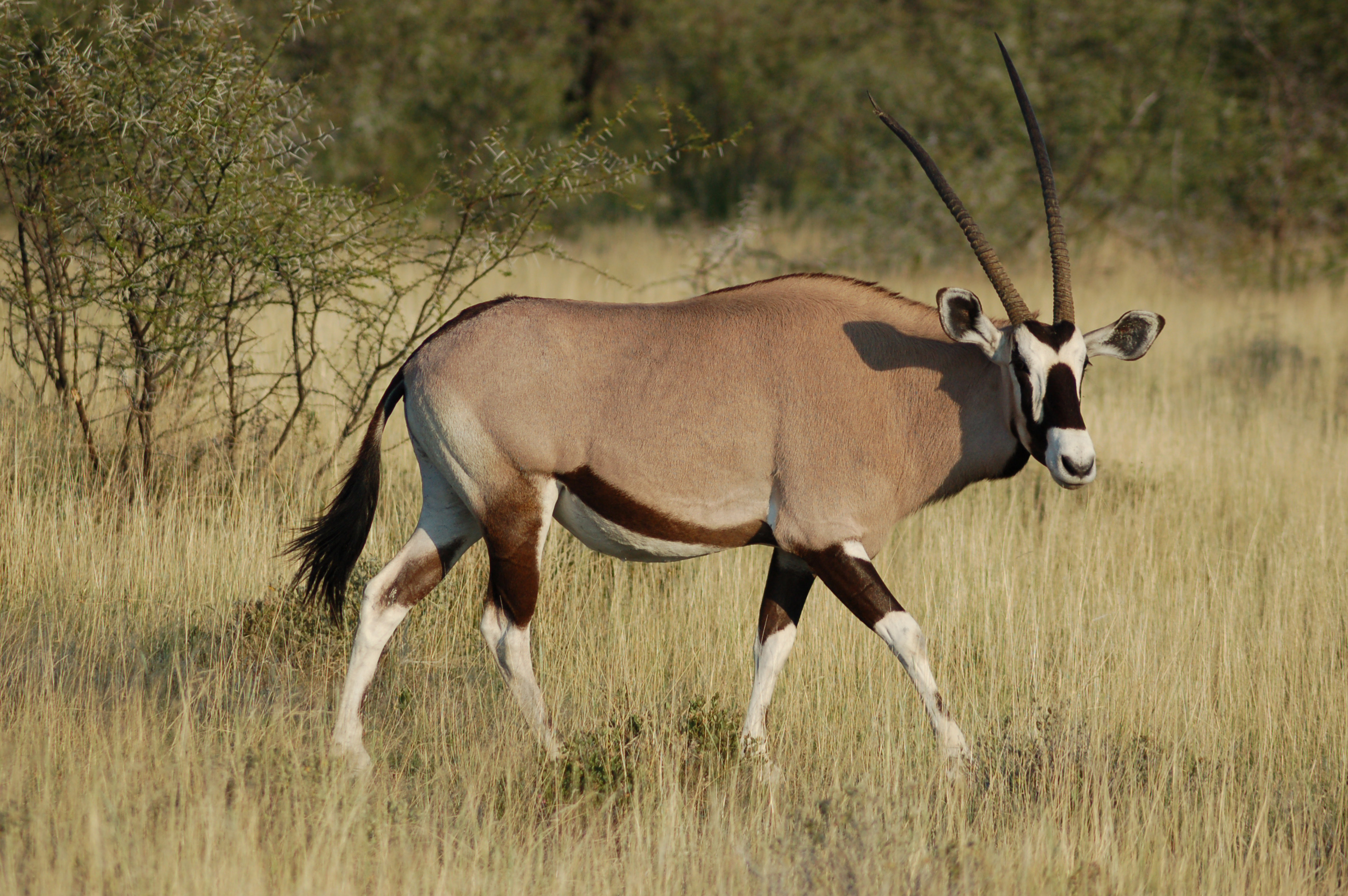
Orice gazzella nell'Etosha

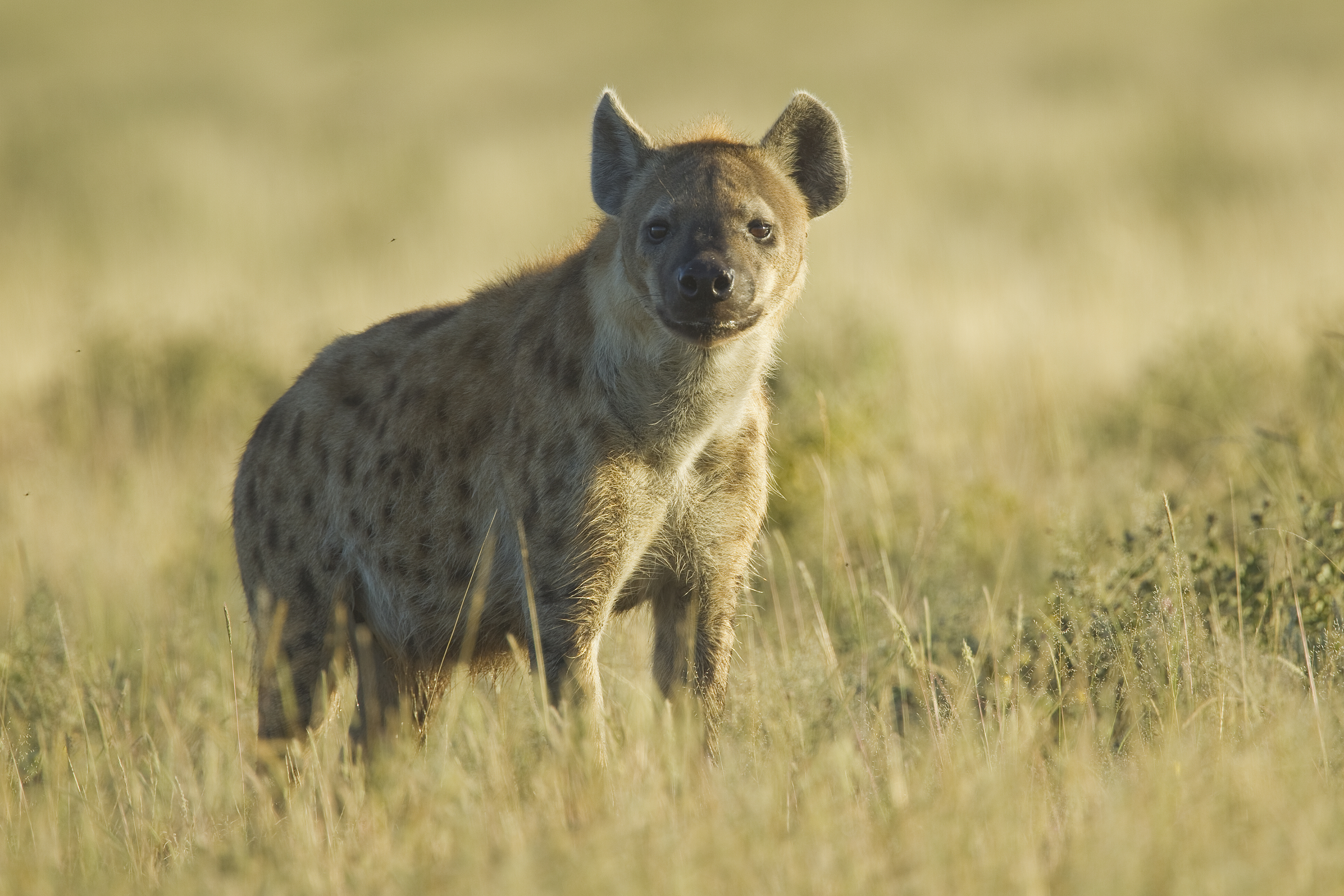
Iena macchiata nell'Etosha

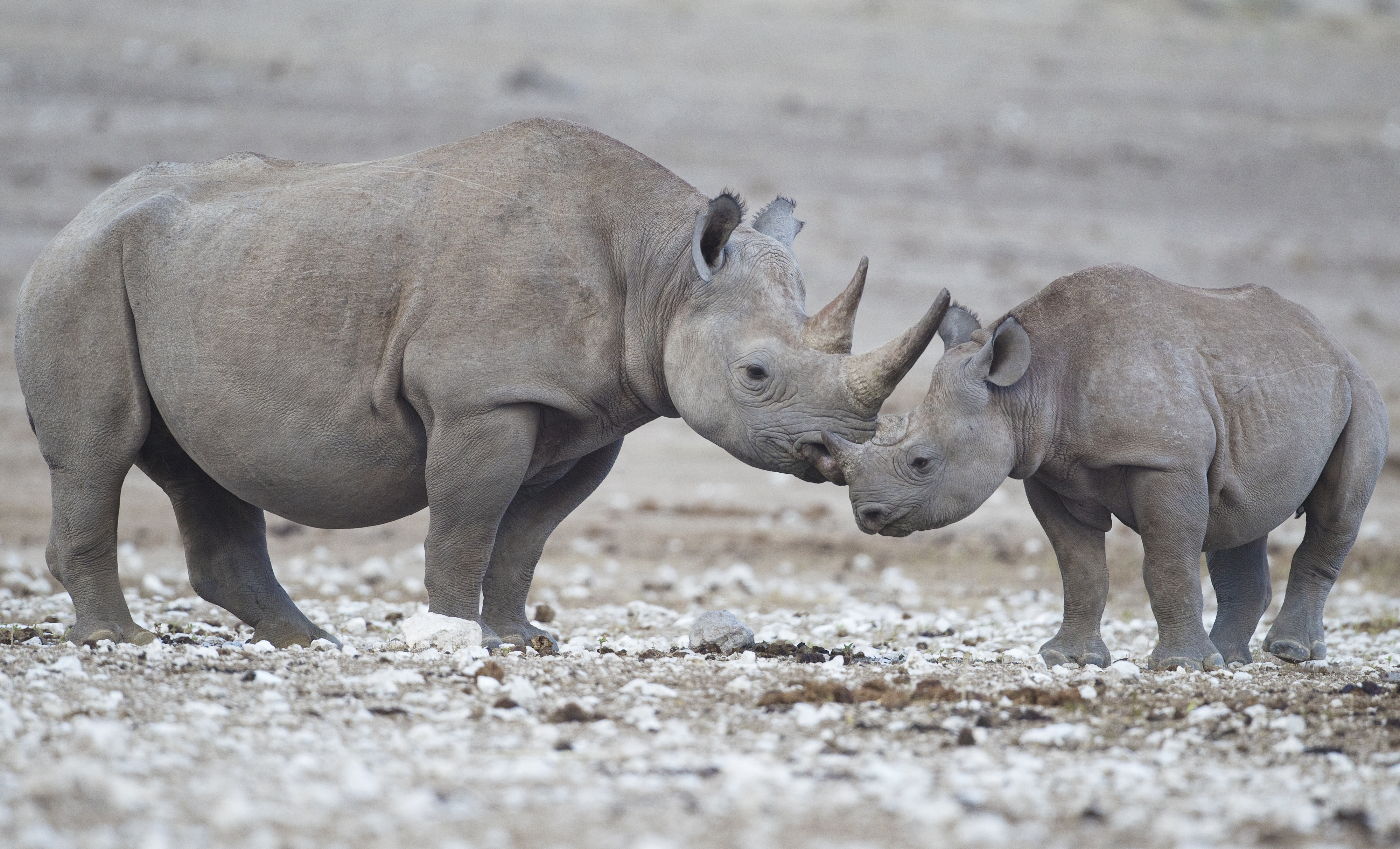
Rinoceronte nero femmina con il suo piccolo, vicino a una pozza d'acqua nell'Etosha

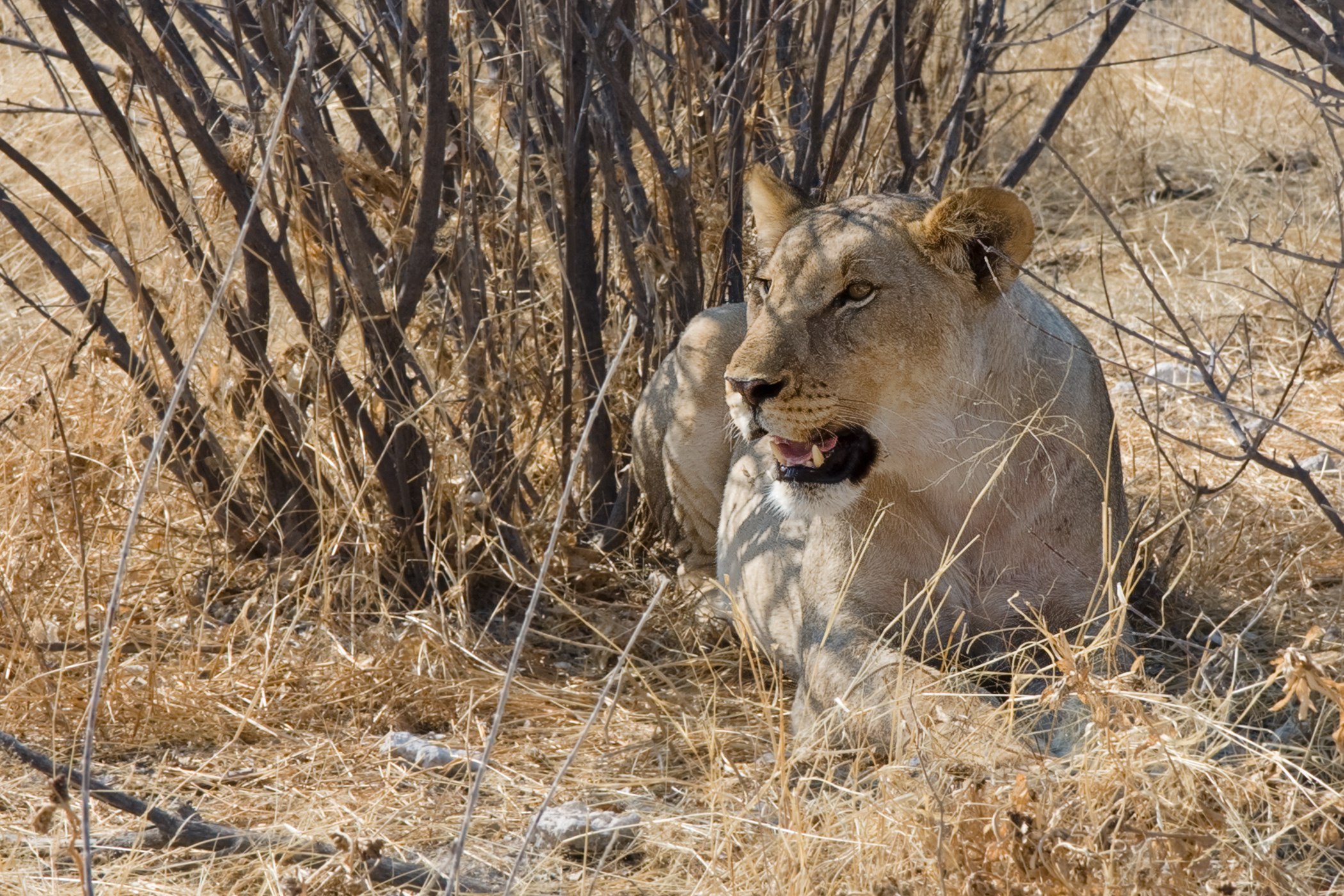
Leonessa nell'Etosha

#### Rettili
Fra i serpenti tipici della zona ci sono la vipera cornuta del Namib, due specie di mamba, il serpente zebra e altri. Uno spettacolo piuttosto comune sulla sabbia rovente del Namib è la velocissima corsa delle lucertole Aprosaura achietae, che si spostano saltando da una zampa all'altra, quasi senza toccare terra.

#### Uccelli

Pellicano al Porto di Swakopmund, città di circa 45 000 abitanti della Namibia occidentale

Phoenicopterus roseus vicino alle saline di Walvis Bay

Tra le specie di uccelli si possono ricordare il pellicano bianco, l'allodola di Gray, il corriere bandacastana, la ghiandaia marina dal petto lilla, l'oca pigmea, diverse specie di pappagalli, la civetta pescatrice, l'aquila pescatrice africana (rappresentata anche nello stemma della Namibia), la sterna del Damara e l'otarda di Kori. Spettacolari sono anche gli enormi nidi coloniali degli uccelli tessitori, in ciascuno dei quali convivono centinaia di esemplari.

#### Pesci
Tra le specie endemiche è importante segnalare il pesce gatto dorato delle caverne che abita esclusivamente nella grotta di Aigamas che ospita una grande quantità d'acqua fossile sotto il suolo.

#### Invertebrati

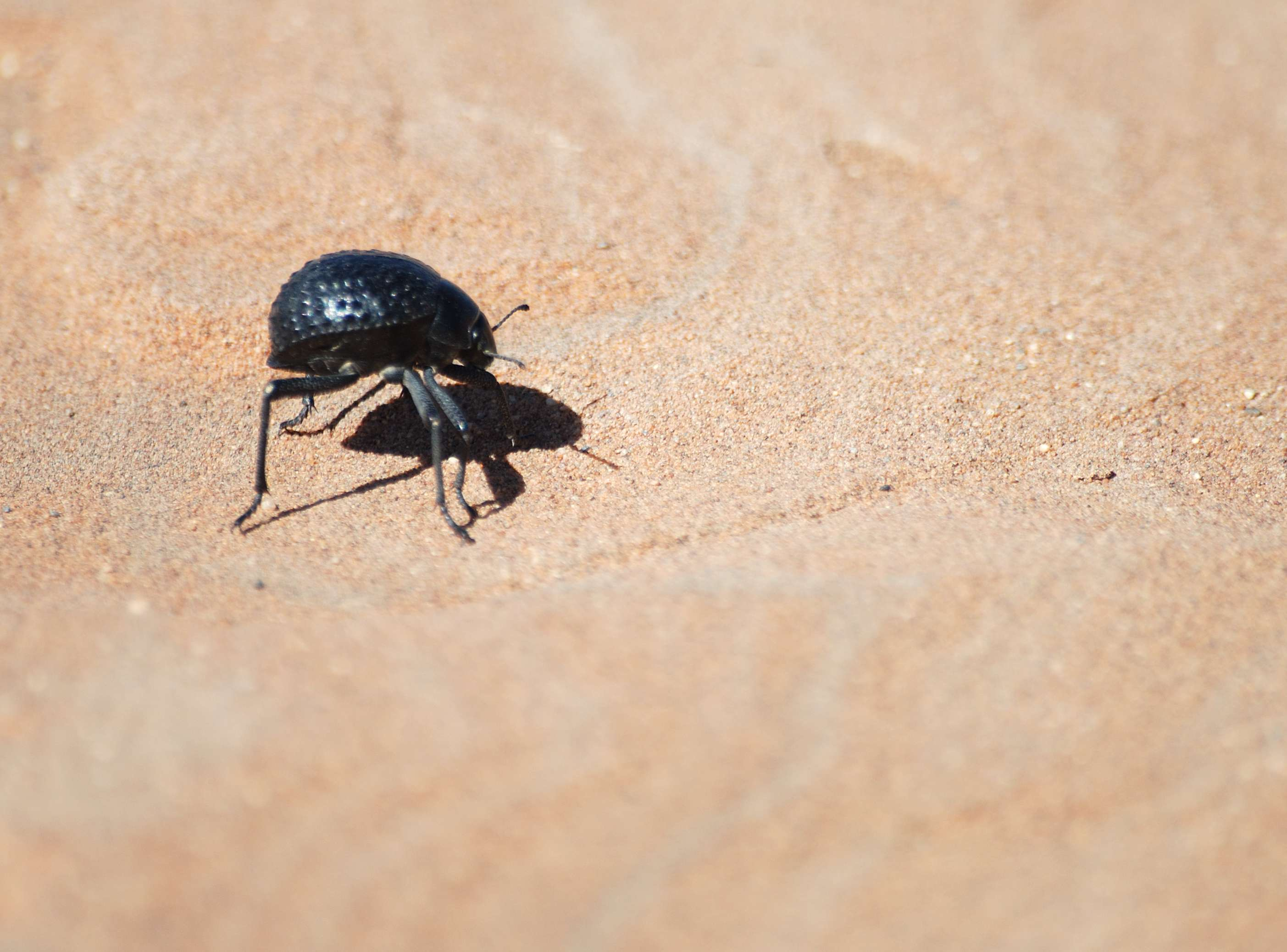
Tenebrionide del Namib, Sossusvlei, Namib-Naukluft National Park

La fauna della Namibia comprende moltissime specie di invertebrati marini e terrestri. Il deserto del Namib ospita un grandissimo numero di artropodi endemici, adattati alle particolarissime condizioni climatiche; fra questi spiccano alcuni generi di tenebrionidi collettivamente noti come coleotteri delle nebbie.

### Aree naturali protette
La Namibia è stato il primo paese del mondo a citare esplicitamente la protezione dell'ambiente naturale nella propria costituzione. Il piano di conservazione della Namibia è basato sul principio del Community Based Natural Resource Management ("gestione comunitaria delle risorse naturali"), che prevede una gestione ampiamente decentralizzata delle risorse ambientali del paese. Gran parte del territorio della Namibia è incluso in aree naturali protette, parchi nazionali, e riserve faunistiche private. I due principali parchi nazionali sono il Namib-Naukluft (il più grande del continente), che include buona parte del deserto del Namib e dei monti Naukluft, e l'Etosha, nella parte settentrionale del paese.

## Sport
Lo sport nazionale della Namibia è il rugby. Conseguentemente all'indipendenza dal Sudafrica, nel 1990 si formò la Nazionale di rugby della Namibia, il cui esordio al Mondiale si è verificato nell'edizione del 1999.
Fino all'indipendenza, i giocatori nativi della Namibia potevano essere convocati nelle file della rappresentativa sudafricana. Un esempio tra i più celebri è l'estremo Percy Montgomery, che è stato dei più forti interpreti al mondo del suo ruolo, nato nel 1974 a Walvis Bay e ritiratosi dalle competizioni nel 2009.
Seguiti anche il calcio e il cricket. Lo sportivo più importante a livello mondiale è sicuramente Frank Fredericks, velocista di assoluto livello mondiale capace di conquistare quattro medaglie olimpiche (tutte d'argento, due a Barcellona 1992 (prime medaglie olimpiche per la Namibia), e due ad Atlanta 1996 nei 100 e nei 200 metri piani) e quattro medaglie mondiali (oro a Stoccarda 1993, e argento a Tokyo 1991, Göteborg 1995 e Atene 1997, tutte nei 200 m piani). Dopo la fine della carriera agonistica dal 2004 è entrato a fare parte del Comitato Olimpico Internazionale.
La laguna a sud di Luderitz è sede del più importante evento di Speed (gare di velocità per kitesurf e windsurf) al mondo. Gli organizzatori della prova hanno scavato un canale artificiale dove sono stati conseguiti i maggiori record di velocità a vela sull'acqua. Walvis Bay è invece la località dove è stato registrato il record di velocità assoluto per un mezzo nautico (65,45 nodi).

## Cultura

### Festività nazionali
| Date           | Festività                                     | Nome in inglese                | Nome in afrikaans                            | Nome in tedesco                                 |
| -------------- | --------------------------------------------- | ------------------------------ | -------------------------------------------- | ----------------------------------------------- |
| 1º gennaio     | Capodanno                                     | New Year's Day                 | Nieuwjaar                                    | Neujahr                                         |
| 21 marzo       | Festa dell'Indipendenza (festa nazionale)     | Independence Day               | Onafhanklikheidag                            | Unabhängigkeitstag                              |
| Data variabile | Venerdì santo                                 | Easter Friday                  | Paasfees Vrydag                              | Osterfreitag                                    |
| Data variabile | Pasquetta                                     | Easter Monday                  | Paasmaandag                                  | Ostermontag                                     |
| 1º maggio      | Festa del lavoro                              | Workers Day                    | Dag van de Arbeid                            | Tag der Arbeit                                  |
| 4 maggio       | Giorno di Cassinga                            | Cassinga Day                   | Cassinga Dag                                 | Cassinga Tag                                    |
| 17 maggio      | Ascensione del Signore                        | Ascension Day                  | Hemelvaart                                   | Himmelfahrt                                     |
| 25 maggio      | Giornata dell'Africa                          | Africa Day                     | Afrika Dag                                   | Afrika Tag                                      |
| 26 agosto      | Festa degli Eroi                              | Heroes Day                     | Helden Dag                                   | Helden Tag                                      |
| 10 dicembre    | Giornata internazionale dei diritti dell'uomo | International Human Rights Day | Internationale Verklaring van Menseregte Dag | Internationale Erklärung der Menschenrechte Tag |
| 25 dicembre    | Natale                                        | Christmas Day                  | Kersfees                                     | Weihnachten                                     |
| 26 dicembre    | Festa della Famiglia                          | Family Day                     | Familie Dag                                  | Familien Tag                                    |

La ricorrenza nazionale del 21 marzo celebra l'indipendenza dal Sudafrica avvenuta nel 1990.

### Arte
Nel 2022 la Namibia ha partecipato per la prima volta alla 59ª Biennale di Venezia con un padiglione nazionale incentrato sulla mostra dell'artista Renn, dal titolo A Bridge to the Desert / Un ponte per il deserto a cura di Marco Furio Ferrario. Ospitato sull'Isola della Certosa, con i suoi 20 ettari di percorso è stato il padiglione più esteso del 2022 e uno dei più estesi della storia della Biennale. La mostra ha presentato sculture e fotografie del progetto The Lone Stone Men di un artista che si è celato dietro allo pseudonimo Renn. Parte del padiglione sono stati anche due percorsi introduttivi: un muro di 140x2 metri tappezzato da foto del deserto del Namib di Roland Blum e l'installazione immersiva Seek to believe / Cercare per credere del duo artistico Amebe.

### Patrimoni dell'umanità
Alcuni siti della Namibia sono stati iscritti nella lista dei patrimoni dell'umanità dell'UNESCO.

### Cinema
In ambito cinematografico, in particolare nel XXI secolo, si è distinta la figura dell'attrice namibiana Girley Jazama, che ha ottenuto diversi riconoscimenti internazionali e che ha partecipato al film Der vermessene Mensch (2023), dove viene narrato il genocidio degli Herero e dei Nama, nell'attuale Stato della Namibia. Tra gli attori celebri spicca, in particolare, Nǃxau ǂToma.

### Produzione letteraria
Tra le scrittrici namibiane che si sono particolarmente distinte spicca Neshani Andreas.

### Cucina
Nel contesto della gastronomia la cucina namibiana risulta molto variegata.

### Editoria
I quotidiani più importanti includono il giornale di proprietà statale New Era, le testate private di proprietà del gruppo Democratic Media Holdings (Die Republikein, Allgemeine Zeitung e Namibian Sun) e il giornale The Namibian.
Altre pubblicazioni degne di nota sono il tabloid Informanté posseduto dalla TrustCo, il settimanale Windhoek Observer, il settimanale Namibia Economist, e il regionale Namib Times e Namibia Sport, l'unica pubblicazione di carattere sportivo.